# Вучји вргањ
Вучји вргањ је врста јестиве гљиве, карактеристична вргањевка наших приобалних крајева и отока, према југу све чешћа, понегдје - као на Мљету и у Ластви крај Требиња и масовна. Гаји заједништво са чесвинама (Quercus ilex) и медунцима (Q. pubescens), радо кад су мијешани с бјелограбићима (Carpinus orientalis). У унутрашњости доста је ријетка (Вукомеричке горице, околица Тоуња и Генералског Стола), али зато дубоко у Херцеговини и Црној гори.

## Клобук
Клобук 4-12-(15) центиметара, полулоптаст па јастучаст, често доста дубоко усјечен и на неједнака крила раздијељен. Изворно пустенаста, кожица с временом огољује, махом суха, кратко прераста руб. Прљаво до сивкастобијела, као свијетла бијела кафа или картон, преливена мрљасто, облачасто или у цјелини, црвеним тоновима, као малина или крв, цинобер, кармин, па чак и лила. Удубљена мјеста су црвенија, а уз руб, који је жут, мјешавина боја даје наранџасту. Бубуљице по површини поцрне, а само млади поплавена додир.

## Цјевчице
Цјевчице су нагло сужене творе дубок јарак око стручка, дугачке 5-16 милиметара; најприје лимунжуте, затим зеленосивкастожуте. На пререзу полаве.

## Поре
Поре су врло ситне и све до старости зачепљене, округласте, у основи истобојне с цјевчицама изнутра, но сазријевањем црвене почевши од стручка, тако да и развијенији примјерци могу уз руб задржати жуту или мало наранџасту боју. Код старијих црвенило изблиједи у окерсмеђезелено. На додир по цинобер партијама прелазе у индигољубичасто, а по жутим у зелено; испупченије поцрне.

## Отрусина
Отрусина је тамно маслинастосмеђа.

## Стручак
Стручак 5-9/1,5-5 cm, у врху најужи, надоље или постепено дебљи или трбушаст, у бази често поново нагло ужи, све до у коријен. Површина глатка или лако наборана, понекад с мањим рупицама. У горњој половини претежно жут, у средини прљавобијел, у дну црно или чађавосмеђ. Без мрежице, но често са ситним и густим тачкицама у горњој половини или готово све до базалног дијела - најприје црвенкастим, касније смеђим. Неријетко се на бијелом дијелу јављају и крупније округлије смеђе мрље, као да је површина прогорјела. По горњој жутој партији смјеста на додир поплави, те изблиједи у маслинасто.

## Месо
Месо у клобуку дебело 2-3,5 cm, тврдо, на угризима лијепо жуто, иначе бљеђе лимун до напуљски жуто или готово прљавобијело, на пресјеку поплави спорије или брже, слабије или јаче. Под кожицом, 2-4 милиметра, не поплави. У дну стручка је непромјењиво цигласте, ружичастосмеђе или индијско црвене боје, понекад истобојно свањштином. Мирише оштро-неугодно на месинг или мастило, мало и на сперму, па и на хемикалије - но све доста слабо. Укус мучно-бљутав. На пресјеку се зноји.

## Хемијске реакције
Хемијске реакције - на  по црвеним партијама кожице и у месу смеђа, на  свијетло маслинастосива.

## Микроскопија
Микроскопија - споре окерсмеђе, издубљено-бадемолике, 11,5-17,5/4,5-6,5 mi.

## Доба
(VII)-IX-X

## Јестивост
Досада се ова гљива сматрала уз лудару једином Вргањевком која је и кувана отровна, међутим, један брачни пар ју је побркао са славонским вргањем, Boletus queletii, скухао, кушао и без икаквих сметњи откри само да је лоша. Нема више потребе да то нетко провјерава.

## Сличне врсте
Кад вучји вргањ има као цикла црвено дно стручка могао би се замјенити са славонским вргањем, Boletus queletii Schulz, који у истим крајевима буде већином црвеног клобука, forma rubikounds Mre. Разлика: угодан мирис и укус, реакција на KOH прво наранџаста, па маслинастосмеђа. - Кад пак иста гљива има по рубу клобука црвене тонове, а другдје буде прљасвијетлосивосмеђа, може наликовати лажној лудари, Boletus splendidus Martin, једној исто тако медитеранској врсти, која за разлику, има црвену мрежицу по стручку.